# Pseudrotasfer
Pseudrotasfer is een geslacht van zeekomkommers uit de familie Cucumariidae.

## Soorten
- Pseudrotasfer microincubator Bohn, 2007